# WS Teleshop
A WS Teleshop (WS Teleshop International) egy cseh multinacionális non-food kiskereskedelmi lánc, amelyet anyavállalata WS Invertion alapított 1994-ben.
A reklámok többsége 15 perc időhosszal került vetítésre, de a reklámblokkokban pedig előfordulnak a legrövidebb kétperces filmek.
A magyar reklámokban 2000-től a vállalat megszűnéséig általában a férfi hangja Bodrogi Attila, aki Horst Fuchs szerepét töltötte be. Női hangja Zakariás Éva volt, de többen is voltak a hangok közül, mint például Presits Tamás, aki Pepi Rösler hangját kölcsönözte, Pál Tamás, Szokol Péter, Szórádi Erika, Kapácsy Miklós és Roatis Andrea.

## Országok
- Csehország, 1994–2010 (alapító)
- Bulgária, 1994[1]
- Németország 1994[2]
- Ausztria 1994[2]
- Svájc 1994[2]
- Magyarország 2000[3]
- Deseria 2001
- Románia ?-2010
- Ukrajna ?–?
- Szlovákia ?–2010
- Lengyelország ?–2007

## Megszűnése
A vállalat felszámolási okokból 2010-ben 3 közép-európai országban (Lengyelország, Csehország és Szlovákia) és Romániában, majd 2016 második felében vagy 2017 első felében világszerte véglegesen elkezdte bezárni üzleteit, köztük Magyarországon is, a vállalat helyét a Mediashop vette át.